# HD 24167
HD 24167，又名BD+30 582，SAO 56762、HR 1197，是一颗恒星，视星等为6.25，位于銀經162.44，銀緯-17.52，其B1900.0坐标为赤經3h 45m 49.6s，赤緯+30° -17.52′ 6″。